# Aeshna canadensis
Aeshna canadensis – gatunek ważki z rodziny żagnicowatych (Aeshnidae). 
Występuje powszechnie w Kanadzie i Stanach Zjednoczonych.